# Střelnice (Kadaň)
Střelnice je historický restaurant, centrum spolkového a kulturního života v Kadani. V současnosti je hlavní budovou správy Kulturních zařízení Kadaň.

## Historie
Budova Střelnice (čp. 147, dříve čp. 315?) se nachází v dolní části Čechovy ulice v Kadani. Ta byla dříve nazývána ulicí Vodní, neboť na jejím konci stávala až do roku 1838 Vodní brána, jedna z hlavních bran městského opevnění.
V místech, kde dnes stojí Střelnice, byl původně městský hradební příkop, ve kterém bylo roku 1756 zřízeno několik dřevěných stavů s terči, na kterých se kadaňští měšťané cvičili ve střelbě z pušek. Předtím byla městská střelnice umístěna na vrchu Riebelsberg na Špitálském předměstí, kde se střílelo pravidelně každým rokem o svatodušních svátcích z kuší. Po vzniku Alžbětinského kláštera to však již bylo nemožné.
Nedaleko Střelnice se nachází tzv. Ptačí domky, tyto hrázděné věžičky městského opevnění sloužily kadaňským ostrostřelcům, jako sklad prachu a kulí. Roku 1788 zde bylo spolku kadaňských ostrostřelců uděleno povolení pro zřízení vlastního pivního výčepu. Od roku 1789 tvořil spolek kadaňských ostrostřelců řádnou setninu se dvěma důstojníky v zelených stejnokrojích. Roku 1810 pak obdržel spolek dokonce vlastní prapor. V roce 1845 byla zahájena stavba restaurace Střelnice, jejíž budova byla několikrát opravovaná a rozšiřovaná po požárech v letech 1888, 1893 a 1899.
Již v průběhu 19. století tvořila Střelnice jedno z nejdůležitějších center kadaňského kulturního a spolkového života. Hojně zde byly pořádány přednášky. Například 25. března 1852 měl v sále Střelnice svou přednášku česko-německý spisovatel Ferdinand Stamm, rodák z Mezilesí u Přísečnice na historickém Kadaňsku. Výtěžek ze vstupného byl věnován na výstavbu sirotčince sv. Josefa (dnešní budova domova pro seniory ve Věžní ulici). Ve dnech 23. – 25. září 1895 proběhly tři hojně navštěvované přednášky kadaňského advokáta a literáta JUDr. Josefa Klingera, který se věnoval theosofii, okultismu a paranormálním jevům a čile publikoval například v tehdejší významné mezinárodní okultistické revue „Sphinx“.

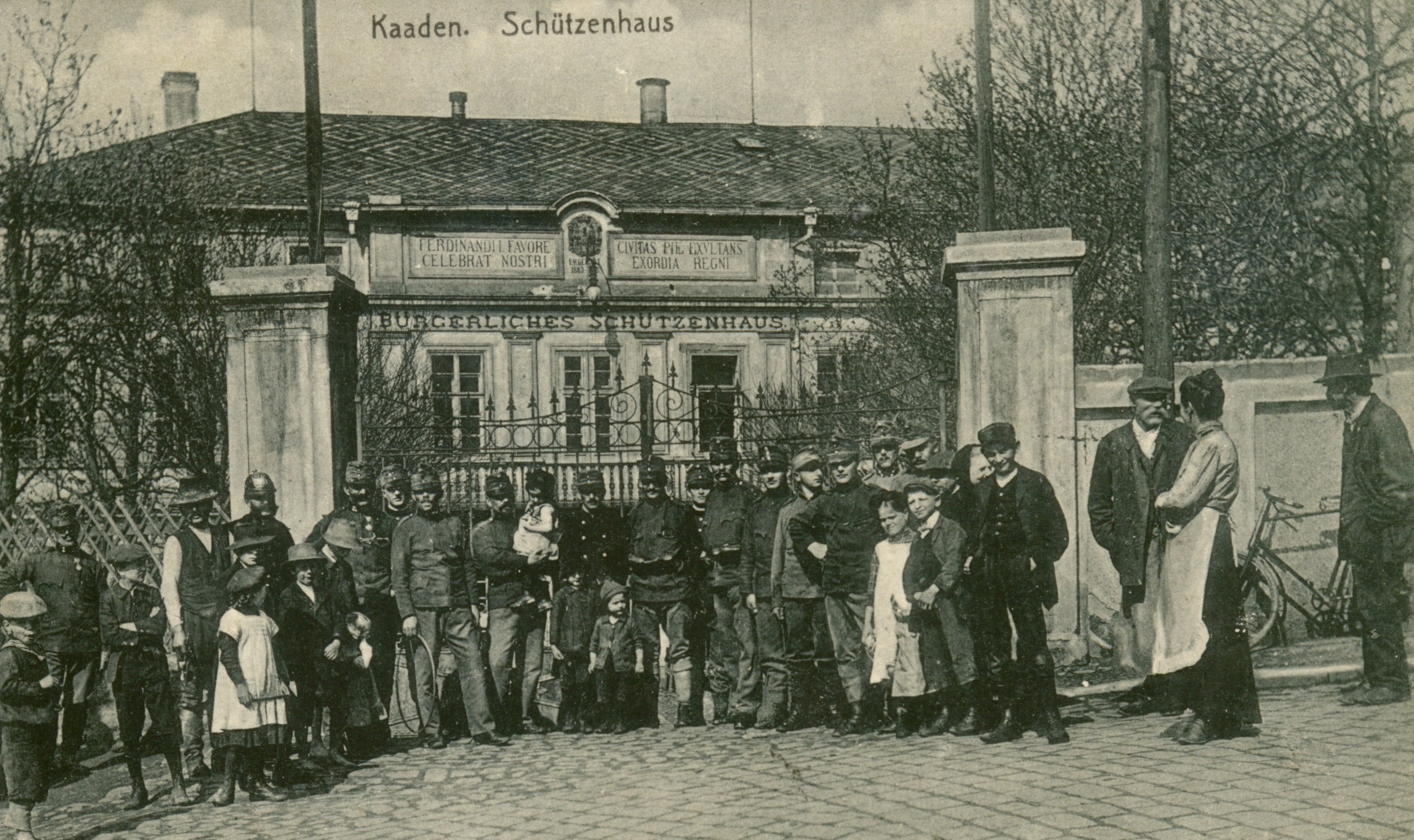
restaurant Střelnice s kadaňskou vojenskou posádkou v popředí

Restaurant Střelnice byl velmi oblíbeným místem mezi vojáky kadaňské posádky. Například v letech 1915 až 1916 ho navštěvoval také Josef Čapek, který byl v té době v Kadani na vojně. V lednu 1919 proběhl na Střelnici maškarní ples české vojenské posádky, kterému dominovaly čtyři vojáci přestrojení za německého císaře Viléma II., rakouského císaře Františka Josefa I. a jeho syna Karla s flašinetem a černou Máry.
V prostorách Střelnice se pořádaly rovněž různé politické schůze a zasedání. Jedna z nich proběhla 4. března 1919, a sice na podporu Německého Rakouska proti Československu. Ta nakonec vyústila v tisícovou demonstraci na hlavním náměstí v Kadani, která se nešťastným zásahem českého vojska proměnila v krvavý masakr s takřka třiceti mrtvými a desítkami raněných.
V době komunistické diktatury byla Střelnice též hojně využívána k ideologické agitaci. Dne 9. října 1948 byla uspořádána veřejná přednáška spisovatelky Jarmily Glazarové, členky KSČ, která se právě vrátila z Moskvy, kde působila jako kulturní atašé při československém velvyslanectví. Její přednáška pojmenovaná Dojmy ze SSSR byla tehdy označována za zahájení nové kulturní práce na Kadaňsku. Jiná přednáška proběhla 10. prosince 1948 pod vedením kulturního pracovníka a ideologa Ladislava Štolla, rektora vysoké školy sociální a politické, člena ÚV KSČ. Tento představitel stalinistického pojetí umění a literatury přijel do Kadaně hostovat se svou přednáškou Zápas o nového člověka.
Naopak v průběhu 70. a 80. let 20. století, v době tzv. normalizace se Střelnice (lidově nazývaná též jako Střelák) stala shromaždištěm kadaňských mániček a místního undergroundu, jak o tom píše spisovatel Jan Pelc ve svém románu … a bude hůř publikovaném v roce 1985 v německém exilu.
Roku 2008 se na Střelnici pořádal literární večer předního představitele českého undergroundu Ivana Martina Jirouse zvaného Magor.
V současnosti je Střelnice hlavní budovou správy Kulturních zařízení Kadaň a jednou z nejdůležitějších kulturních prostor v Kadani.